# Batalla del Crémera
La batalla del Crémera fue un conflicto militar sucedido entre la República romana y la ciudad etrusca de Veyes, en 477 a. C.
Los registros históricos muestran la derrota de la fortificación romana en el río Crémera y las incursiones resultantes por parte de Veyes sobre el territorio romano.
El relato de la batalla, escrito por Tito Livio, es una explicación de los hechos reales y una exaltación del sacrificio de la gens Fabia. Probablemente su objetivo fuese brindar el motivo de la ausencia de los fabios en los listados consulares durante los años posteriores a la batalla. Además, este relato está claramente influenciado por la actuación espartana en la batalla de las Termópilas.

## Contexto
Luego de una coexistencia pacífica entre Roma y Veyes, estas ciudades se hallaron abiertamente en guerra hasta el punto en que una batalla ocurrida en 480 a. C., en la cual el ejército romano estuvo cercano a la derrota, fue salvada por el cónsul Céson Fabio Vibulano. Después de esta batalla, los veyenses invadieron permanentemente el territorio romano, siempre retirándose ante la llegada de las legiones romanas para evitar el conflicto directo.
En medio de un conflicto con los ecuos y los volscos, los romanos estaban luchando en dos frentes. Así, en 479 a. C., la gens Fabia ofreció ocuparse de Veyes por su cuenta mientras que las legiones de la República luchaban contra sus otros enemigos. Livio dice que los 306 fabios adultos (es decir, hombres de más de quince años de edad) fueron a la guerra junto con sus clientes.
Los Fabios construyeron una fortaleza en el río Crémera, cerca de Veyes, desde el cual consiguieron limitar las incursiones veyenses. Los veyenses se trabaron en batalla cerca de la fortaleza romana, pero fueron vencidos por los Fabios y por un ejército liderado por el cónsul Lucio Emilio Mamercino, y obligados a pedir una tregua.
Tras la ruptura de la tregua, los veyenses reanudaron sus ataques, pero fueron derrotados una y otra vez por los Fabios, quienes, envalentonados por sus éxitos, se volvieron atrevidos y atacaron y pillaron el territorio de Veyes.

## La batalla
Finalmente, los Fabios cayeron en una trampa tendida por los veyenses. Creyendo a sus enemigos lejos de la fortaleza, los romanos salieron a capturar un rebaño y se separaron para perseguir a los animales. En ese momento apareció un número mucho mayor de veyenses y rodearon a los Fabios. Adoptando una formación en cuña, los romanos rompieron el cerco y lograron llegar a una colina donde consiguieron repeler los ataques etruscos hasta la llegada de una formación veyense por su retaguardia.
Los Fabios fueron masacrados a excepción de Quinto Fabio Vibulano, quien era demasiado joven para haber ido a la guerra.